# Устройство ввода
Устро́йства вво́да — периферийное оборудование, предназначенное для ввода (занесения) данных или сигналов в компьютер или в другое электронное устройство во время его работы.

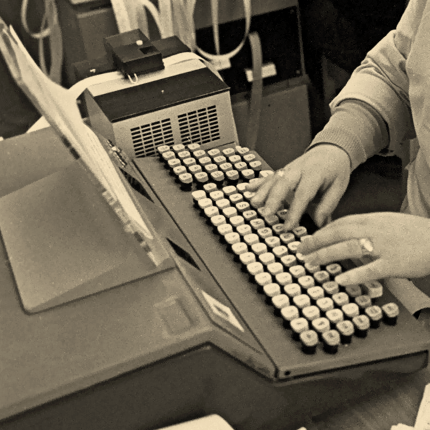
Участок клавиатуры фотонаборного цеха. Государственная образцовая типография № 1 города Москвы (Россия, Москва)

Устройства ввода подразделяются на следующие категории:
- устройства ввода графической, звуковинформации;
- механические устройства ввода;
- непрерывные устройства ввода (устройства, предоставляющие входные данные непрерывно (потоковые данные), например, мышь, радиоприёмник, ТВ-тюнер);
- устройства ввода для пространственного использования (например, двухмерная мышь, трёхмерный навигатор).

Компьютерные указывающие устройства ввода по способу управления курсором делят на следующие категории:
- указывающие устройства прямого ввода (управление осуществляется непосредственно в месте видимости курсора (например, сенсорные панели и экраны));
- непрямые указывающие устройства (например, трекбол, компьютерная мышь).

## Разновидности устройств ввода

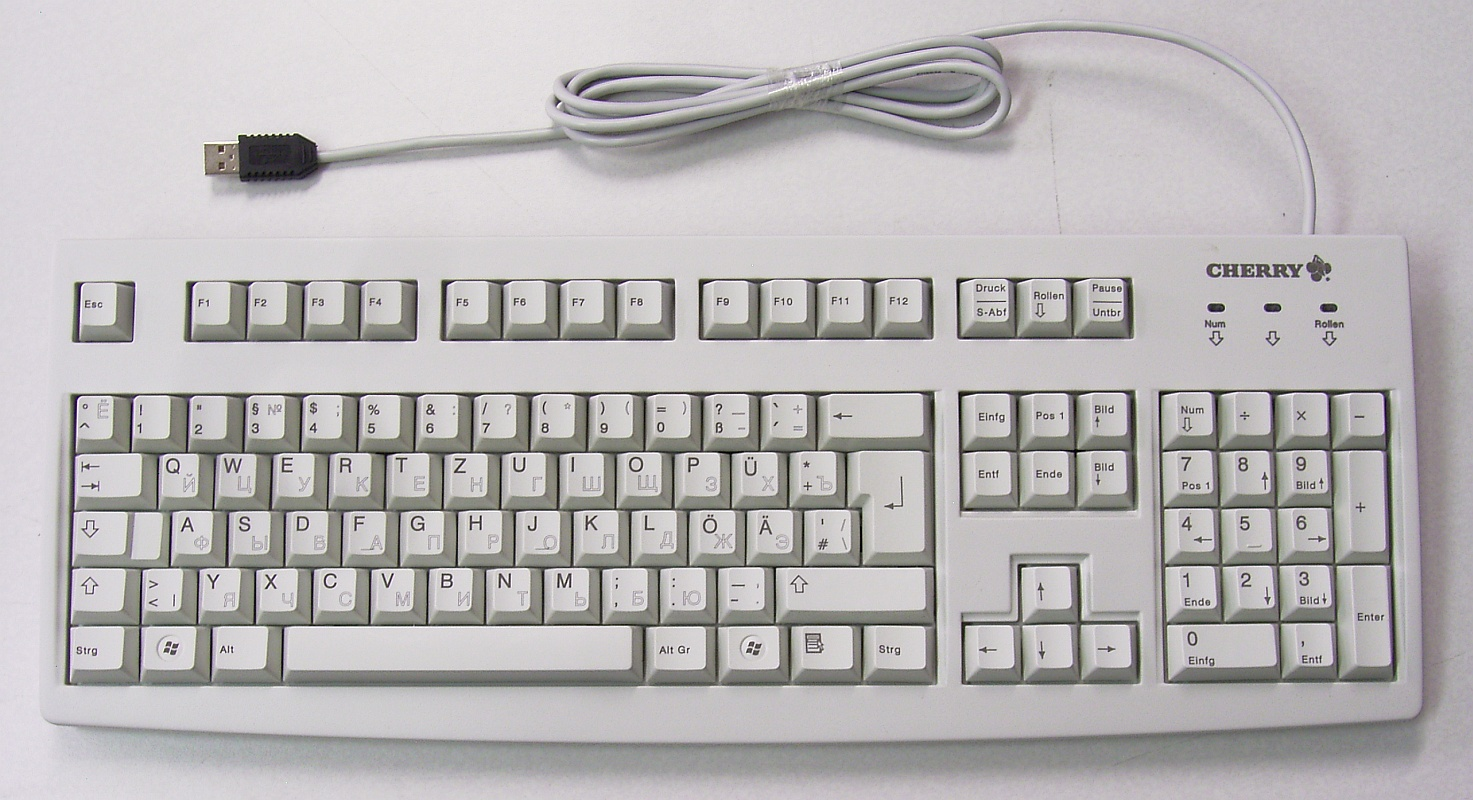
Компьютерная клавиатура

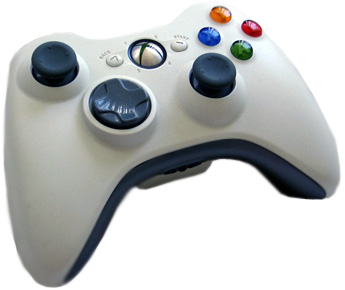
Геймпад для игровой приставки Xbox 360

Основным и, обычно, необходимым устройством ввода текстовых символов и последовательностей команд в компьютер остаётся клавиатура. Также — «умная» ручка
Устройства ввода графической информации:
- сканер;
- видео- и веб-камера;
- цифровой фотоаппарат;
- плата видеозахвата, карта для приёма спутникового ТВ.

Устройства ввода звуковой информации:
- микрофон;
- диктофон[источник не указан 803 дня].

  Указательные (координатные) устройства:
- компьютерная мышь;
- трекбол;
- тачпад;
- световое перо;
- графический планшет;
- сенсорный экран или тачскрин;
- джойстик;
- устройства, основанные на компьютерном зрении, например Kinect.

Игровые устройства ввода:
- геймпад;
- компьютерный руль;
- танцевальная платформа;